# Zimmermannov brzojav
Zimmermannov brzojav (ili Zimmermannova nota ili Zimmermanov kabel) bila je tajna diplomatska komunikacija njemačkog ministarstva vanjskih poslova u siječnju 1917. koja je predlagala vojni savez između Njemačke i Meksika. Ako bi Sjedinjene Države ušle u Prvi svjetski rat protiv Njemačke, Meksiko bi vratio Teksas, Arizonu i Novi Meksiko. Britanska obavještajna služba presrela je i dekodirala ovaj brzojav.
Otkrivanje sadržaja razljutilo je Amerikance, posebno nakon što je njemački ministar vanjskih poslova Arthur Zimmermann 3. ožujka javno priznao da je brzojav vjerodostojan, što je pomoglo u pružanju potpore američkoj objavi rata Njemačkoj u travnju. Dešifriranje je opisano kao najznačajniji obavještajni trijumf Britanije tijekom Prvog svjetskog rata i jedna od najranijih prilika u kojoj je dio signalna obavještajna služba utjecala na svjetska zbivanja.

## Pozadina

### Prethodni napori Njemačke na promicanju rata
Njemačka je dugo pokušavala podstaći rat između Meksika i Sjedinjenih Država, koji bi vezao američke snage i usporio izvoz američkog oružja saveznicima.Nijemci su se angažirali u aktivnom naoružavanju, financiranja i savjetovanju Meksikanaca, što pokazuje i incident na Ypirangi iz 1914. godine i nazočnost njemačkih savjetnika tijekom bitke za Ambos Nogales 1918. godine. Njemački časnik mornaričke obaveštajne službe Franz von Rintelen pokušao je 1915. godine pokrenuti rat između Meksika i Sjedinjenih Država, dajući Victorianu Huerti 12 milijuna dolara u tu svrhu.Njemački saboter Lothar Witzke, odgovoran je za eksploziju streljiva u ožujku 1917. godine u pomorskom brodogradilištu Mare u zoni zaljeva San Francisco, i vjerojatno za eksploziju Black Tom u srpnju 1916. u New Jerseyju, sa sjedištem u Mexico Cityju. Neuspjeh trupa Sjedinjenih Država da uhvate Pancha Vilu 1916. i pokret predsjednika Carranze u korist Njemačke potakli su Nijemce na Zimmermannovu notu.
Njemačke provokacije su djelomično bile uspješne. Predsjednik Woodrow Wilson naredio je vojnu invaziju na Veracruz 1914. godine u kontekstu Ypiranga incidenta i protiv savjeta britanske vlade.Rat je spriječen zahvaljujući mirovnoj konferenciji Niagara Falls koju su organizirale države ABC, ali okupacija je bila presudan faktor meksičke neutralnosti u Prvom svjetskom ratu.Meksiko je odbio sudjelovati u embargu protiv Njemačke i dao puna jamstva njemačkim kompanijama u poslovanju, posebno u Mexico Cityju.Ta su jamstva trajala 25 godina; slučajno, upravo je 22. svibnja 1942. Meksiko objavio rat silama osovina nakon gubitka dvaju meksičkih tankera tog mjeseca koje su potpile njemačke   podmornice.

### Njemačka motivacija za brzojav
Zimmermannov brzoja bio je dio napora Nijemaca da odgode prijevoz zaliha i ostalog ratnog materijala iz Sjedinjenih Država do savezničkih sila koje su bile u ratu s Njemačkom. Glavna svrha brzojava bila je natjerati meksičku vladu na objavu rat Sjedinjenim Državama u nadi da će zaustaviti američke snage i usporiti izvoz američkog oružja.Njemačka visoka komanda vjerovala je da će uspjeti pobijediti Britance i Francuze na Zapadnom frontu i zadaviti Britaniju neograničenim podmorničkim ratom prije nego što se američke snage mogu obučiti i otpremiti u Europu u dovoljnom broju kako bi pomogle savezničkim silama. Njihovi uspjesi na Istočnom frontu ohrabrivali su Nijemce u uvjerernju u uspjeh preusmjeravanja velikog broja trupa na Zapadni front kako bi podržali svoje ciljeve. Meksikanci su bili voljni razmotriti savez, ali odbili su sporazum nakon što su Amerikanci obaviješteni o brzojavu.

## Sadržaj
Poruka je stigla u obliku kodiranog brzojava koji je 19. siječnja 1917. poslao Arthur Zimmermann, Staatssekretär (najviši državni službenik) u Ministarstvu vanjskih poslova Njemačkog carstva. Poruka je poslana njemačkom veleposlaniku u Meksiku, Heinrichu von Eckardtu. Zimmermann je poslao brzojav u očekivanju da će Njemačka 1. veljače nastaviti neograničeno podmorničko ratovanje, za koju je njemačka vlada pretpostavljala da će gotovo sigurno dovesti do rata sa Sjedinjenim Državama. brzojav je uputio Eckardta da će, ako se čini da Sjedinjene Države sigurno ulaze u rat, prići meksičkoj vladi s prijedlogom vojnog saveza uz financiranje iz Njemačke.
Dekodirani brzojav je glasio:
Namjeravamo započeti prvog veljače neograničeno ratovanje podmornicama. Mi ćemo nastojati usprkos tome održati Sjedinjene Države neutralnim. U slučaju da to ne uspije, Meksiku dajemo prijedlog saveza na sljedećoj osnovi: zajedno napravimo rat, zajedno napravimo mir, velikodušna financijska podrška i razumijevanje naše strane da Meksiko želi ponovo osvojiti izgubljene teritorije Teksas, Novi Meksiko i Arizonu. Detaljna nagodba je prepuštena vama. Predsjednika ćete izvijestiti o gore navedenom na najtajniji način, čim postane izvjesno izbijanje rata sa Sjedinjenim Američkim Državama i dodati prijedlog da on, na vlastitu inicijativu, pozove Japan da se odmah pridruži i istovremeno posreduje između Japana i nas samih. Molimo skrenite predsjednikovu pozornost na činjenicu da nemilosrdno zapošljavanje naših podmornica sada nudi mogućnost prisiljavanja Engleske na sklapanje mira.
Potpisano, ZIMMERMANN

## Meksički odgovor
Meksički predsjednik Venustiano Carranza dodijelio je vojnu komisiju za ocjenu izvodljivosti meksičkog preuzimanja njihovih bivših teritorija koje jespominjala Njemačka.  Generali su zaključili da nije moguće niti čak poželjno pokušati takav pothvat iz sljedećih razloga:
- Meksiko je bio usred građanskog rata, a Carranzin položaj nije bio siguran. Proglašenje rata njegovog režima pružilo bi priliku suprotstavljenim frakcijama da se usklade sa Sjedinjenim Državama i savezničkim silama u zamjenu za diplomatsko priznanje.
- Sjedinjene Države bile su vojno daleko jače nego Meksiko. Čak i da su meksičke vojne snage bile potpuno ujedinjene i odane jedinstvenom režimu, ne postoji ozbiljan scenarij prema kojem bi mogli upasti i dobiti rat protiv Sjedinjenih Država.
- Obećanja Njemačke o „velikodušnoj financijskoj potpori“ bila su vrlo nepouzdana. Njemačka vlada je već u lipnju 1916. obavijestila Carranzu da nisu u stanju osigurati potrebno zlato potrebno za zalihe potpuno neovisne meksičke nacionalne banke.[15]Čak i da je Meksiko dobio financijsku potporu, i dalje bi trebalo nabavljati oružje, municiju i ostale potrebne ratne potrepštine od zemalja ABC-a (Argentina, Brazil i Čile), što bi moglo narušiti odnose s njima, kao što je objašnjeno u nastavku.
- Čak i kad bi Meksiko kojim slučajem imao vojna sredstva za pobjedu u sukobu protiv Sjedinjenih Država i ponovno vraćanje dotičnih teritorija, Meksiko bi imao ozbiljnih poteškoća u osvajanju i umirenju velikog stanovništva koji govori engleski jezik i koje je bilo naviknut na samoupravu i bolje opskrbljeno oružjem nego većina ostalog civilnog stanovništva.
- U pitanju su bili i drugi vanjski odnosi. Nacije ABC-a organizirale su mirovnu konferenciju u Niagara Fallsu 1914. godine kako bi izbjegle rat u punoj mjeri između Sjedinjenih Država i Meksika zbog američke okupacije Veracruza. Ako bi Meksiko ušao u rat protiv Sjedinjenih Država, to bi narušilo odnose s tim narodima.

- Carranzinu su vladu de jure priznale Sjedinjene Države 31. kolovoza 1917. kao izravnu posljedicu Zimmermannovega brzojava budući da je priznanje bilo potrebno kako bi se osigurala meksička neutralnost u Prvom svjetskom ratu.[16][17]Nakon vojne invazije na Veracruz 1914. godine, Meksiko nije sudjelovao ni u jednom vojnom izletu sa Sjedinjenim Državama u Prvom svjetskom ratu,[18] čime je osigurao meksičku neutralnost kao najbolji ishod kojem se Sjedinjene Države mogu nadati, čak i ako meksička neutralnost omogućava njemačkim tvrtkama poslovanje u Meksiku .[19]

## Britansko presretanje
Zimmermannov ured poslao je brzojav njemačkom veleposlanstvu u Sjedinjenim Američkim Državama radi ponovnog slanja Eckardtu u Meksiko. Tradicionalno se tvrdi da je telegram bio poslat na tri rute: emitiran radio-vezom i također preko dva transatlantska telegrafska kabela kojima upravljaju neutralne vlade (Sjedinjene Države i Švedska) radi korištenja svojih diplomatskih usluga, ali se j utvrdilo da se koristila samo jedna metoda. Nijemci su tu poruku dostavili veleposlanstvu Sjedinjenih Država u Berlinu, a ona je diplomatskim kablom najprije prošla do Kopenhagena, a potom u London radi daljeg transatlantskog kabla u Washington. William Reginald Hall, šef sobe 40, širio je dezinformacije o "tri rute" kako bi pokušao sakriti od Sjedinjenih Država činjenicu da je soba 40 presrela njihov kablovski promet. 
Izravni prijenos brzojava bio je nemoguć jer su Britanci presjekli njemačke međunarodne kablove prilikom izbijanja rata. Međutim, Sjedinjene Države dopustile su ograničeno korištenje svojih diplomatskih kabela Njemačkoj za komunikaciju sa svojim veleposlanikom u Washingtonu. Objekt je trebao biti korišten za kabele povezane s mirovnim prijedlozima predsjednika Woodrowa Wilsona.
Švedski kabel bio je iz Švedske, a američki kabel iz veleposlastva Sjedinjenih Država u Danskoj. Međutim, niti jedan kabel nije prešao direktno u Sjedinjene Države. Oba kabela prošla su kroz relejnu stanicu u Porthcurnu, u blizini Land's Enda, najzapadnijeg kraja Engleske. Ovdje su pojačani signali za dugotrajni prekooceanski skok. Sav promet preko releja Porthcurno preslikan je britanskim obavještajima, posebice razbijačima kodova i analitičarima u sobi 40 u Admiraltyju.
Nakon presijecanja njihovih telegrafskih kablova, njemački ministar vanjskih poslova apelirao je na Sjedinjene Države za korištenje njihovog kabla za diplomatske poruke. Predsjednik Wilson složio se u uvjerenju da će obje takve suradnje nastaviti dobre odnose s Njemačkom i da bi učinkovitija njemačko-američka diplomacija mogla pomoći Wilsonovom cilju pregovaračkog kraja rata. Nijemci su poslali poruke veleposlanstvu Sjedinjenih Država u Berlinu, koje su američkim telegrafima prenijeli u ambasadu u Danskoj, a potom u Sjedinjene Države. Međutim, SAD su postavile uvjete na njemačku upotrebu, ponajviše to što su sve poruke morale biti jasne ili nekodirane. Nijemci su pretpostavili da je kabel siguran i   koristili su ga intenzivno.
Međutim, to je dovelo njemačke diplomate u nesigurnu situaciju: oslanjali su se na Sjedinjene Države da će Zimmermannovu notu prenijeti do krajnjeg odredišta, ali nešifrirani sadržaj ove poruke Amerikancima bi bio duboko alarmantan. Nijemci su uvjerili američkog veleposlanika Jamesa W. Gerarda da ga prihvati u šifriranom obliku, a to je poslano 16. siječnja 1917.
U sobi 40, Nigel de Grey je već sljedećeg dana djelomično dešifrirao brzojav. Do 1917. godine diplomatski je kod 13040 trajao dugi niz godina i bio je star. Budući da je Soba 40 imala kriptalitički dovoljno vremena za obnovu, bio je čitljiv do prilične mjere. Soba 40 prethodno je pribavila njemačke kriptografske dokumente, uključujući diplomatski kod 3512 (zarobljen u pohodu na Mezopotamiju), koji je kasniji, ažurirani kod, sličan, ali zaista nije povezan sa šifrom 13040, i pomorski kod SKM (Signalbuch der Kaiserlichen Marine ), beskoristan za dekodiranje Zimmermannovog telegrama, ali dragocjen kada je bila riječ o dekodiranju pomorskog prometa, koji su Rusi preuzeli s uništene krstarice SMS Magdeburg i proslijedili ga Britancima.
Otkrivanje telegrama potaknulo bi javno mnijenje u Sjedinjenim Državama protiv Njemačke ako bi Britanci mogli uvjeriti Amerikance da je tekst vjerodostojan, ali šef sobe 40, William Reginald Hall, oklijevao je objaviti ga budući da bi otkrio razbijene njemačke kodove razbijene u Sobi 40 i britansko prisluškivanje kablova Sjedinjenih Država. Hall je čekao tri tjedna. Tijekom tog razdoblja, Grey i kriptograf William Montgomery dovršili su dešifriranje. 1. veljače Njemačka je najavila nastavak "neograničenog" podmorničkog ratovanja, čina zbog kojeg su Sjedinjene Države 3. veljače raskinule diplomatske odnose s Njemačkom.
Hall je 5. veljače proslijedio brzojav britanskom ministarstvu vanjskih poslova, ali još uvijek upozoravao da ga neće objaviti. U međuvremenu, Britanci su razgovarali o mogućim naslovnicama koje bi Amerikancima služile da objasne kako su dobili šifrirani tekst telegrama, a da ne priznaju da su u stanju presretati američke diplomatske komunikacije, što će činiti još 25 godina, a također i objasnite kako su dobili jasan tekst brzojava, budući da Nijemci nisu objavili da su im šifre razbijene. Nadalje, Britanci su trebali način kako uvjeriti Amerikance da poruka nije krivotvorina.
Za prvu priču Britanci su od meksičkog ureda za komercijalnu telegrafu dobili kodirani tekst brzojava. Britanci su znali da će meksički telegrafski ured, s obzirom na to da će njemačko veleposlanstvo u Washingtonu poslati poruku komercijalnim telegrafom, kodirati tekst. "Gospodin H", britanski agent u Meksiku, podmition je zaposlenika komercijalne telegrafske tvrtke za kopiju poruke. (Sir Thomas Hohler, britanski veleposlanik u Meksiku, tvrdio je da je on "gospodin H" ili barem uključen u presretanje u svojoj autobiografiji).  Taj se šifrirani tekst Amerikancima mogao pokazati bez sramote.
Štoviše, ponovni prijenos bio je kodiran starijim kodom 13040, tako da su Britanci do sredine veljače imali ne samo cjelokupni tekst, već i mogućnost puštanja telegrama bez otkrivanja u kojoj su mjeri otkriveni najnoviji njemački kodovi. (U najgorem slučaju, Nijemci su mogli shvatiti da je kodeks 13040 otkriven, ali to je bio rizik vrijedan borbe protiv mogućnosti ulaska Sjedinjenih Država u rat.) Napokon, budući da će kopije teksta 13040 kod biti pohranjene u pismohrani američke komercijalne telegrafske kompanije, Britanci su imali mogućnost dokazati autentičnost poruke vladi Sjedinjenih Država.
Kao opravdanje, Britanci su mogli javno tvrditi da su njihovi agenti ukrali telegramirani dešifrirani tekst u Meksiku. Britanci su privatno morali Amerikancima dati šifru 13040 kako bi vlada SAD-a mogla samostalno provjeriti autentičnost poruke vlastitim komercijalnim telegrafskim zapisima, ali Amerikanci su pristali podržati službenu priču. Njemačko ministarstvo vanjskih poslova odbilo je razmotriti moguću razbijanja koda i umjesto toga poslalo je veleposlanika Eckardta na lov na izdajice u veleposlanstvu u Meksiku. (Eckardt je ogorčeno odbacio optužbe, a ministarstvo vanjskih poslova je na kraju veleposlanstvo proglasilo nedužnim.)

## Uporaba
19. veljače Hall je telegram pokazao Edwardu Bellu, tajniku veleposlanstva Sjedinjenih Država u Britaniji. Bell je u prvi mah smatrao da je krivotvorina. Jednom kad se Bell uvjerio da je poruka točna, razbjesnio se. 20. veljače Hall je neformalno poslao primjerak veleposlaniku Sjedinjenih Država Walteru Hinesu Page. 23. veljače Page se susreo s britanskim ministrom vanjskih poslova Arthurom Balfourom i dobio kodirani tekst, poruku na njemačkom i prijevod na engleski. Page je tada sve javio predsjedniku Woodrowu Wilsonu, uključujući detalje koje treba provjeriti iz dosjea telegrafske kompanije u Sjedinjenim Državama. Wilson je tekst objavio medijima 28. veljače 1917.

## Američki odgovor
Javno mnijenje u SAD-u u to je vrijeme bilo anti-meksičko, kao i anti-njemačko, a u Meksiku je postojala značajno antiameričko raspoloženja. General John J. Pershing već je dugo progonio revolucionara Pancha Vilu zbog pljački na američkom tlu i izveo nekoliko prekograničnih ekspedicija. Vijesti o brzojavu dodatno je raspalila tenzije između Sjedinjenih Država i Meksika.
Međutim, također je bilo primjetno i anti-britansko raspoloženje u Sjedinjenim Državama, posebno među stanovniocima irskog i njemačkog podrijetla. Mnogi Amerikanci su željeli izbjeći sukob u Europi. Pošto je javnosti lažno rečeno da je brzojav ukraden u dešifriranom obliku u Meksiku, u početku se rasprostranilo uvjeranje da je poruka složena krivotvorina koju je načinila britanska obavještajna služba. To uvjerenje, koje nije bilo ograničeno na pacifističke i pro-njemačke lobije, promicali su njemački i meksički diplomati i neke američke novine, posebno novinsko carstvo Hearst. To je pred Wilsonovom upravom postavilo dilemu. Uz dokaze koje su Sjedinjenim Država Britanci dostavili u povjerenju, Wilson je shvatio da je poruka istinita, ali nije mogao objelodaniti dokaze bez ugrožavanja britanske akcije razbijanja koda.
Sve sumnje u autentičnost brzojava otklonio je sam Zimmermann. Na konferenciji za novinare 3. ožujka 1917. rekao je američkom novinaru: "Ne mogu to poreći. Točno je." Potom je 29. ožujka 1917. Zimomerman održao govor u Reichstagu u kojem je priznao da je brzojav autentičan. Zimmermann se nadao da će Amerikanci razumjeti da je ideja bila da Njemačka financira rat Meksika sa Sjedinjenim Državama samo u prethodnom slučaju američkog ulaska u Prvi svjetski rat.
1. veljače 1917. Njemačka je započela neograničeno podmorničko ratovanje protiv svih brodova u Atlantiku koji su imali američku zastavu, i putničkih i trgovačkih brodove. Dva su broda potopljena u veljači, a većina američkih brodskarskih tvrtki držala je brodove u lukama. Osim vrlo provokativnog prijedloga rata Meksiku, brzojav je spomenuo i "bezobzirno zapošljavanje naših podmornica". Javno mišljenje zahtijevalo je djelovanje. Wilson je prethodno odbio dodijeliti posade i oružje američke mornarice trgovačkim brodovima. Međutim, nakon što je Zimmermannova nota bila objavljena, Wilson je zatražio naoružavanje trgovačkih brodova, ali antiratni elementi u Senatu Sjedinjenih Država blokirali su njegov prijedlog.
6. travnja 1917. Kongres je izglasao objavu rata Njemačkoj; Wilson je od Kongresa zatražio "rat za okončanje svih ratova" koji bi "svijet učinio sigurnim za demokraciju".
Woodrow Wilson razmotrio je još jednu vojnu invaziju na Veracruz i Tampico u razdoblju od 1917. do 1918. godine kako bi osigurao naftna polja Tehuantepec Isthmus i Tampico i osigurao njihovu daljnju proizvodnju tijekom građanskog rata, ali ovo vrijeme je relativno novi meksički predsjednik Venustiano Carranza zaprijetio da će uništiti naftna polja u slučaju iskrcavanja američke vojske.